# Campionato del mondo di calcio da tavolo 1994
Il Campionato del mondo di calcio da tavolo 1994 si tenne a Parigi.

## Medagliere
| Pos. | Paese      | Oro | Argento | Bronzo | Totale |
| ---- | ---------- | --- | ------- | ------ | ------ |
| 1    | Belgio     | 3   | 0       | 1      | 4      |
| 2    | Malta      | 2   | 0       | 0      | 2      |
| 3    | Portogallo | 0   | 2       | 1      | 3      |
| 4    | Francia    | 0   | 1       | 4      | 5      |
| 5    | Austria    | 0   | 1       | 2      | 3      |
| 6    | Italia     | 0   | 1       | 1      | 2      |

## Categoria Open
Individuale
Prima fase a gironi ed Eliminazione Diretta
| Oro     | Dominique De Marco             | Belgio             |
| Argento | Eric Naszalyi                  | Francia            |
| Bronzo  | Paulo Sobral Christophe Fuseau | Portogallo Francia |

Squadre
Prima fase a gironi ed Eliminazione Diretta
| Oro     | Belgio Bertrand Sartisse, Dominique Demarco, Benoît Massart, Gil Delogne            | Belgio     |
| Argento | Portogallo Paulo Sobral, Luís Machado, Filipe Maia, Vasco Guimaraes, Joao Rodrigues | Portogallo |
| Bronzo  | Austria Gerhard Ecker, Michael Hasieber, Erich Hinkelmann, Robert Lenz              | Austria    |

## Categoria Under20
Individuale
Prima fase a gironi ed Eliminazione Diretta
| Oro     | Joseph Borg Bonaci                   | Malta          |
| Argento | Vasco Guimaraes                      | Portogallo     |
| Bronzo  | Christian Filipella Markus Matzinger | Italia Austria |

## Categoria Under16
Individuale
Prima fase a gironi ed Eliminazione Diretta
| Oro     | Darren Scicluna                 | Malta          |
| Argento | Efrem Intra                     | Italia         |
| Bronzo  | Sandro Centritto Flavien Bousch | Belgio Francia |

## Categoria Femminile
Individuale
Prima fase a gironi ed Eliminazione Diretta
| Oro     | Delphine Dieudonné            | Belgio  |
| Argento | Bettina Exler                 | Austria |
| Bronzo  | Véronique Garnier Sophie Pons | Francia |